# Nathan Crowley
Nathan Crowley (Londra, 28 marzo 1966) è uno scenografo britannico.
Spesso collabora e ha collaborato con Christopher Nolan.

## Filmografia

### Cinema
- Assassins, regia di Richard Donner (1995)
- Salvi per un capello (An Everlasting Place), regia di Barry Levinson (2000)
- Behind Enemy Lines - Dietro le linee nemiche (Behind Enemy Lines), regia di John Moore (2001)
- Insomnia, regia di Christopher Nolan (2002)
- Veronica Guerin - Il prezzo del coraggio (Veronica Guerin), regia di Joel Schumacher (2003)
- Batman Begins, regia di Christopher Nolan (2005)
- La casa sul lago del tempo (The Lake House), regia di Alejandro Agresti (2006)
- The Prestige, regia di Christopher Nolan (2006)
- Il cavaliere oscuro (The Dark Knight), regia di Christopher Nolan (2008)
- Nemico pubblico - Public Enemies (Public Enemies), regia di Michael Mann (2009)
- John Carter, regia di Andrew Stanton (2012)
- Il cavaliere oscuro - Il ritorno (The Dark Knight Rises), regia di Christopher Nolan (2012)
- Interstellar, regia di Christopher Nolan (2014)
- Dunkirk, regia di Christopher Nolan (2017)
- The Greatest Showman, regia di Michael Gracey (2017)
- First Man - Il primo uomo (First Man), regia di Damien Chazelle (2018)
- Tenet, regia di Christopher Nolan (2020)
- Ron - Un amico fuori programma (Ron's Gone Wrong), regia di Sarah Smith e Jean-Philippe Vine (2021)
- Wonka, regia di Paul King (2023)
- Wicked, regia di Jon M. Chu (2024)
- Wicked - Parte 2 (Wicked: For Good), regia di Jon M. Chu (2025)

### Televisione
- Westworld - Dove tutto è concesso (Westworld) - serie TV, episodio 1x01 (2016)

## Riconoscimenti
- Premio Oscar
  - 2007 – Candidatura alla miglior scenografia per The Prestige
  - 2009 – Candidatura alla miglior scenografia per Il cavaliere oscuro (The Dark Knight)
  - 2015 – Candidatura alla miglior scenografia per Interstellar
  - 2018 – Candidatura alla miglior scenografia per Dunkirk
  - 2019 – Candidatura alla miglior scenografia per First Man - Il primo uomo (First Man)
  - 2021 – Candidatura alla miglior scenografia per Tenet
  - 2025 - Miglior scenografia per Wicked
- Premio BAFTA
  - 2006 - Candidatura alla miglior scenografia per Batman Begins
  - 2009 - Candidatura alla miglior scenografia per Il cavaliere oscuro (The Dark Knight)
  - 2015 - Candidatura alla miglior scenografia per Interstellar
  - 2018 - Candidatura alla miglior scenografia per Dunkirk
  - 2019 - Candidatura alla miglior scenografia per First Man - Il primo uomo (First Man)

- Premio Emmy
  - 2017 - Candidatura alla miglior scenografia per una serie contemporanea o fantasy assieme a Naaman Marshall (direttore artistico) e Julie Ochipinti (decoratrice di set) per l'episodio L'originale